# Beaver Creek Rockshelter
Pour les articles homonymes, voir Beaver.
Le Beaver Creek Rockshelter est un abri sous roche américain situé dans le comté de Custer, au Dakota du Sud. Protégé au sein du parc national de Wind Cave, il est inscrit au Registre national des lieux historiques depuis le 25 octobre 1993.